# S.A. Hedlund

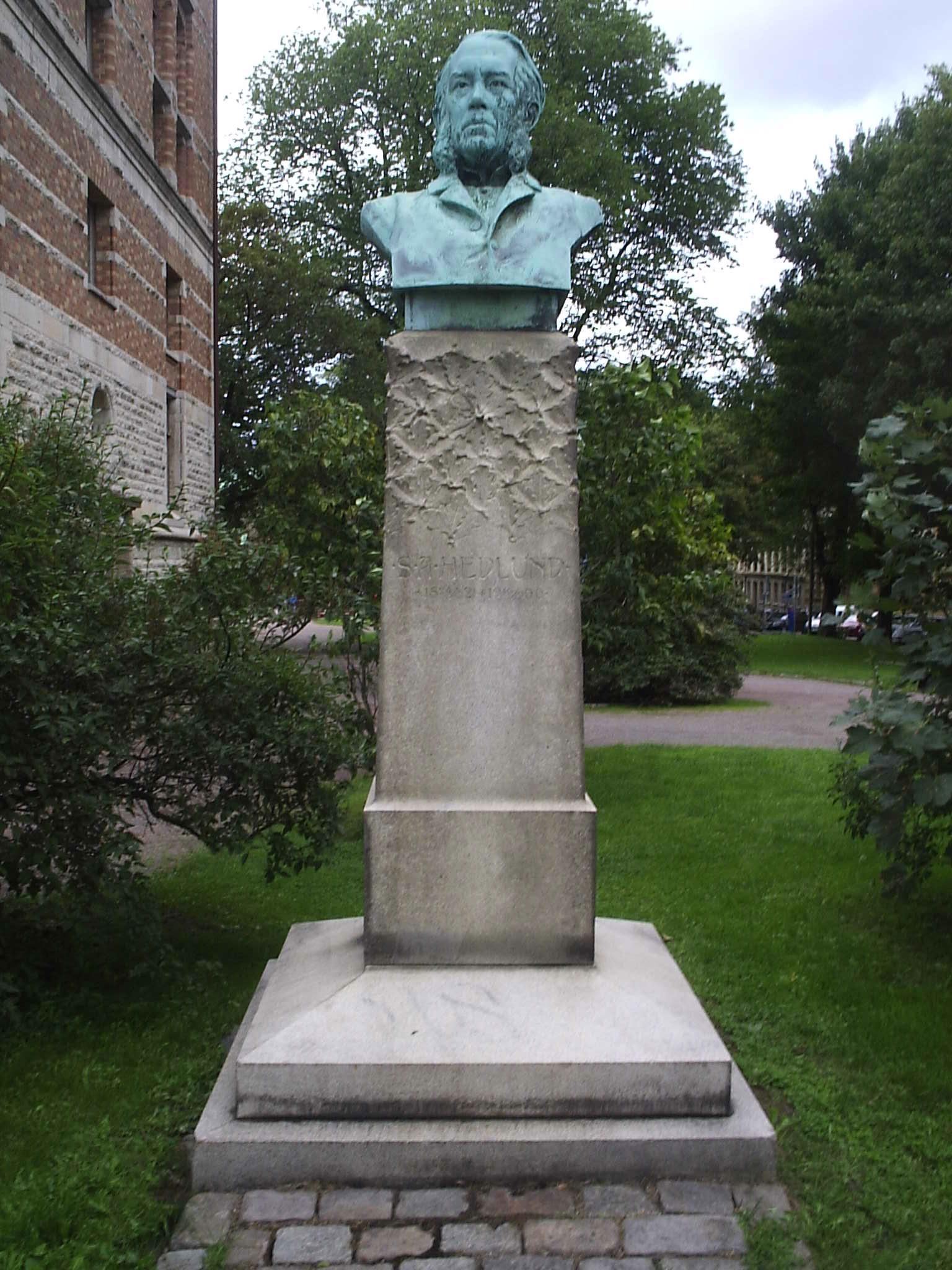
Byst av S.A. Hedlund vid Samhällsvetenskapliga biblioteket Vasagatan 2 i Göteborg. Den är knappt en meter hög och utförd av Per Hasselberg.

S.A. Hedlund, fullständigt namn Sven Adolf Hedlund, född 24 februari 1821 på mälarön Eldgarn i Färentuna socken, död 16 september 1900 i Göteborg, var en liberal publicist, riksdagsman och kommunalman. Han var son till lantbrukaren Carl Adolf Hedlund och Regina Björner samt far till Torsten Hedlund och farbror till tidningsmannen Henrik Hedlund och arkitekten Hans Hedlund.

## Biografi
Hedlund och hans fem syskon undervisades först i hemmet av en informator. Som gymnasist studerade han bland annat latin, grekiska, tyska, franska, psykologi och moralfilosofi. Som student 1839 vid Uppsala universitet läste han nationalekonomi, teologi, sanskrit, språkforskning och botanik men avslutade studierna utan magisterpromotion, vilket han ansåg vara "för kostsam och bråkig". Han blev filosofie kandidat där 1845. År 1847 ingick han i Ecklesiastikdepartementet och Kungliga biblioteket samt i ett par av de kollegiala ämbetsverken. Under ett vikariat på Kungliga Biblioteket debuterade han som skribent i en uppsats om en reformerad skola, vilket lästes av Torsten Rudenschöld som bjöd hem honom till Läckö. Det var då han för första gången träffade den 15-åriga dottern Stina, som senare skulle bli hans maka.
År 1847 blev han medarbetare i tidningen Hermoder och Dagligt Allehanda samt deltog med livligt intresse i tidens socialpolitiska och litterära rörelser, särskilt ivrande för en del arbetarvänliga företag. Han ställde sig på samma sida som reformvännernas för ståndsriksdagens avskaffande. Som Dagligt Allehandas korrespondent vistades han under revolutionsåret 1848 några månader i Paris. År 1849 blev han redaktör och utgivare för Örebro Tidning och var sekreterare vid det i Örebro 1850 hållna reformmötet samt i reformbestyrelsen. Han grundade även där Arbetarnas Bildningsförening. År 1851 kom han till Aftonbladets redaktion, men Hedlund ansåg tidningen vara för "grå" och flyttade därför 1852 till Göteborg som huvudredaktör för Göteborgs Handels- och Sjöfartstidning, en plats som han innehade till sin död. Lars Johan Hierta kallade Hedlund för "den unge fyren". Som ledare av denna tidning intog Hedlund en alltmera framstående plats i den svenska pressens led och satte sin prägel på tidningen, samlade kring sig en redaktion av likatänkande, bland vilka Viktor Rydberg kom att stå honom särskilt nära.

## Politisk syn
Hedlund var en ivrig förkämpe för tidens liberala reformer och kultursträvanden, för representationens ombildning och understödde det De Geerska förslaget, var ivrig vän av näringsfrihet och frihandel, en varmhjärtad ivrare för religionsfrihet i betydelse av samvets- och bekännelsefrihet. Han var vän av skolreformer såväl inom folkskolans som den högre skolundervisningens fält, mot latinherravälde, för folkskolan som bottenskola, handaslöjd, fantasins utbildande, folkhögskoleväsendet, anhängare av kvinnoemancipationen och strafflagens reformering, av arbetarrörelsens främjande genom ömsesidigt tillmötesgående klasserna emellan, vän av rösträttsutvidgning och reform av skatteväsendet genom grundskatternas avskaffande; motståndare till indelningsverket och vän av ett milissystem, understödjande i huvudsak härordningsförslaget 1883, i vars förberedande han tagit del; stödjande alltifrån 1870-talets början det gamla lantmannapartiets politik såsom åsyftande folklig och frisinnad politik, på nordisk grund, härutinnan under 1870-talet och 1880-talet samverkande med bondepartierna i Norge och Danmark. 
Han understödde fredligt skandinaviskt samarbete, men stod som motståndare till den politiska skandinavismen, som ville indraga Sverige-Norge i Danmarks Slesvig-holsteinska politik allrahelst sedan novemberförfattningen genomförts, och han understödde den De Geerska försiktighetspolitiken 1863–64 samt ådrog sig därmed beskyllningen att vara antiskandinav. Under 1870 års krig uppträdde han med styrka emot den härskande franskvänliga opinionen och emot hvarje tanke på inblandning i kriget. 
I förhållandet till Norge höll Hedlund på vad han ansåg vara Sveriges rätt i unionella frågor, men sympatiserade med norska folkets inre frigörelsesträvan. Under ståthållarstriden 1859–60 bestred han de norska anspråken på att få avgöra denna fråga oberoende av Sverige, men han stödde under 1870- och 1880-talen den norska vänsterns strid mot högerbyråkratin, särskilt med avseende på statsrådens tillträde till stortingets förhandlingar, och motsatte sig svensk inblandning i denna fråga. Under 1890-talet motsatte han sig åter den utpräglade norska vänsterns politik i konsulats- och utrikesministerfrågorna. 
Hedlund ägde ovanliga gåvor som publicist, djärvhet, slagfärdighet, vakenhet, rastlöshet; hans publicistiska ord bar alltid prägeln av att vara uttryck för en ärlig mening. Om S.A. Hedlund har det sagts att han var "en underbar blandning av världslig klokhet och ideell åskådning. Han såg pressens stora uppgift att vara en väckande och undervisande faktor".

## Riksdagsman
S.A. Hedlund var riksdagsledamot i flera omgångar. Han satt i andra kammaren för Göteborgs stads valkrets 1867–1869 och återkom sedan i första kammaren 1875–1876 för Göteborgs och Bohus läns valkrets. Därefter satt han på nytt i andra kammaren för Göteborg åren 1879–1883 och slutligen i första kammaren för Kristianstads läns valkrets 1886–1889. Under sin första riksdagstid 1867-69 tillhörde han Ministeriella partiet som stödde den De Geerska regeringen, men när han återkom till riksdagen 1875 anslöt han sig till Lantmannapartiets filial i första kammaren och därefter i andra kammaren till Lantmannapartiet. Någon egentlig partiman blev han dock aldrig, och vid återkomsten till första kammaren 1886 ställde han sig utanför partigrupperingarna där.
Han var bland annat ledamot av de särskilda utskotten om försvarsfrågor 1867 och 1869, de tillfälliga utskotten om undervisningsfrågor 1868 och 1881 samt av bevillningsutskottet 1876 och 1879–1883. Han var 1864–1872 ledamot av kommittén för undersökning av pauperismen (fattigdom) samt ledamot 1880–1882 av lantförsvarskommittén. I riksdagen motionerade han bland annat om annandagarnas indragning (1867), liberalare tryckfrihetsförordning (1869), sänkta tullar (1875), utökad rösträtt (1880, 1888), åtgärder till betryggande av sunda och billiga arbetarbostäder (1888) samt liberalare religionslagstiftning (1889).

## Kommunalt arbete
En ytterst betydande verksamhet nedlade Hedlund som kommunalman; han var medlem av Göteborgs stadsfullmäktige 1863–1891 och hade en väsentlig andel i tillkomsten av en mängd kommunala inrättningar under den starka utvecklingsperiod Göteborg genomgick under 1800-talets senare hälft; bland annat deltog han i folkskoleväsendets och fattigvårdens omdaning, var en av upphovsmännen till det så kallade Göteborgssystemet, var den egentlige stiftaren av Göteborgs museum (1861) och den varmaste ivraren för tillkomsten av Göteborgs högskola, liksom av andra kulturella och filantropiska inrättningar; vid hans död betecknades han som "den levande personifikationen av Göteborgs goda allmänanda". Hedlunds vänskap och stöd var av utomordentlig betydelse för Viktor Rydbergs utveckling. Hedlund erbjöd 1855 Rydberg anställning på Göteborgs Handels- och Sjöfartstidning tidningen, där han stannade till 1876 samt förestod åren 1867–1869 vid Hedlunds riksdagsmannaskap. Då familjen Hedlund flyttade in till Östra Hamngatan 12 flyttade Rydberg med. Han bodde där tills han gifte sig med Susen Hasselblad, sjutton år senare. Hedlund och Rydberg var två olika personligheter, Hedlund var jordbunden och Rydberg snarare idéernas man. Båda var dock radikala, med tankar om en republik. Inför den stora försvarsdebatten 1883, skrev Oscar II i ett brev till statsminister Arvid Posse "Försök att hålla käften på den f-h-n i G-b-g fast det kan du väl icke!"
Hedlund drabbades 1889 av ett slaganfall och krafterna avmattades under 1890-talet och han drog sig småningom tillbaka från de publicistiska sysslorna och de offentliga värven.

## Familj
Hedlund gifte sig den 16 augusti 1854 i Otterstad, Läckö slottskapell med Christina Maria Rudenschöld (1832–1905), dotter till pedagogen greve Torsten Rudenschöld och Christina Charlotta af Geijerstam. Han fick döttrarna Edith och Mathilda Hedlund samt sonen Torsten Hedlund.

## Övrigt

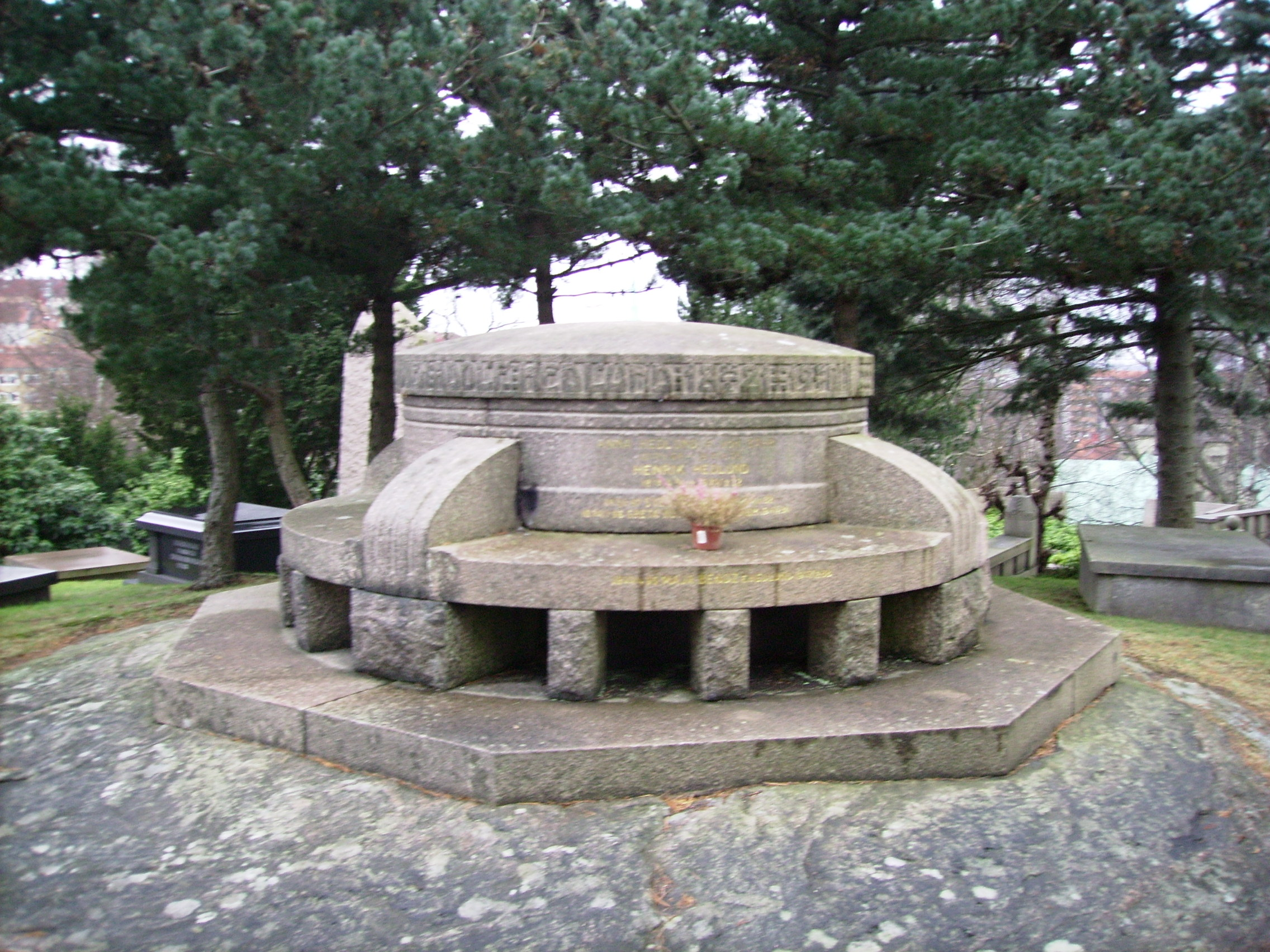
S.A. Hedlunds gravvård på Östra kyrkogården, Göteborg.

Hedlund köpte 1857 Bjurslätts gård på Hisingen, vilken blev en uppskattad samlingsplats på somrarna för släktingar och vänner. Många fick sina namn inhuggna i berget utanför, vilka finns kvar ännu idag. Vid Hällskriftsgatan i Hisingsparken finns gästboken med alla namnen. 
År 1860 blev Hedlund ledamot av Kungliga Vetenskaps- och Vitterhetssamhället i Göteborg. Göteborgs museum överlämnade den 16 september 1895 en guldmedalj till honom som "Göteborgs musei upphovsman och kraftige främjare, 1861–1895"; 1 juni 1906 avtäcktes hans genom subskription åstadkomna byst efter Per Hasselbergs modell på Göteborgs museums gård; 1907 överlämnades en insamlad summa på omkring 20 000 kr. under namn av S.A. Hedlunds föreläsningsfond till Göteborgs högskola, vars avkastning skulle användas till avgiftsfria gästföreläsningar av framstående vetenskapsmän från andra högskolor.
Den 19 september 1900 jordfästes Hedlund, varpå han kremerades. Urnan fick därefter en plats i Viktor Rydbergs mausoleum på Östra kyrkogården i Göteborg.
År 1914 fick Hedlund en gata uppkallad efter sig i Landala, Hedlundsgatan. Namnvalet motiverades av Hedlunds stora engagemang i skarpskytterörelsen, och av att gatan ligger nära den plats på Landala mosse, där Göteborgs skyttegille hade sin skjutbana.
År 1928 namngavs S.A. Hedlunds park vid Slätta Damm i Tolered.

### Översättningar
- Adam Oehlenschläger: Hakon Jarl: skådespel i fem akter (L:s Gust. Rylander, 1848)
- Carsten Hauch: Gustaf Adolf och Seaton eller Skymf och upprättelse: skådespel i 2 akter (Bonnier, 1852)